# Campionati mondiali di taekwondo 1991
I Campionati mondiali di taekwondo 1991 sono stati la 10ª edizione dei campionati mondiali di taekwondo, organizzati dalla World Taekwondo Federation, e si sono svolti ad Atene, in Grecia, dal 29 ottobre al 3 novembre 1991.

## Medagliati

### Maschile
| Specialità | Oro                           | Argento                      | Bronzo                                               |
| -50 kg     | Gergely Salim Danimarca       | Chang Jungsan Taiwan         | Kang Cheol-Woo Corea del Sud / Syrous Rezaei Iran    |
| 54 kg      | Kim Cheol-Ho Corea del Sud    | Josef Salim Danimarca        | Gabriel Esparza Spagna / Django Tapilatu Paesi Bassi |
| 58 kg      | Ángel Alonso Spagna           | Youssef Najem Sayed Canada   | Ekrem Boyalı Turchia / Seon Sang-Joon Corea del Sud  |
| 64 kg      | Jang Hyuk Corea del Sud       | Stephen Tapilatu Paesi Bassi | Tamer Abdel Monem Egitto / Jorge Gonçalves Brasile   |
| 70 kg      | Yang Dae-Seung Corea del Sud  | Ramelito Abratique Filippine | John Collinson Australia / Hiang Minjen Taiwan       |
| 76 kg      | Park Yong-Woon Corea del Sud  | James Villasana Stati Uniti  | Hugo García Beltrán Messico / Hisashi Kondo Giappone |
| 83 kg      | Yoon Soon-Cheul Corea del Sud | Yehia Alam Egitto            | Herbert Pérez Stati Uniti / Metin Şahin Turchia      |
| +83 kg     | Tonny Sørensen Danimarca      | Oliver Schawe Germania       | Miguel Jordán Spagna / Amr Khairy Egitto             |

### Femminile
| Specialità | Oro                          | Argento                       | Bronzo                                                  |
| -43 kg     | Elisabet Delgado Spagna      | Gülnur Yerlisu Turchia        | Kim Jin-Sung Corea del Sud / Wu Shanchen Taiwan         |
| 47 kg      | Arzu Tan Turchia             | Anita van der Pas Paesi Bassi | Tang Huiwen Taiwan / Mariela Valenzuela Argentina       |
| 51 kg      | Park Dong-Seon Corea del Sud | Döndü Şahin Turchia           | Rosario Solís Spagna / Kathy Walker Regno Unito         |
| 55 kg      | Tung Yaling Taiwan           | Ayşegül Ergin Turchia         | Azaa Adel Egitto / Josefina López Spagna                |
| 60 kg      | Jeong Eun-Ok Corea del Sud   | Chen Yian Taiwan              | Dolores Knoll Messico / Minouchka Thielmann Paesi Bassi |
| 65 kg      | Arlene Limas Stati Uniti     | Coral Bistuer Spagna          | Cho Hyang-Mi Corea del Sud / Morfou Drosidou Grecia     |
| 70 kg      | Yang In-Deok Corea del Sud   | Chavela Aaron Stati Uniti     | Theano Ketesidou Grecia / Mónica del Real Jaime Messico |
| +70 kg     | Lynette Love Stati Uniti     | Yvonne Franssen Canada        | Bettina Hipf Germania / Anna Widehov Svezia             |

## Medagliere
| Posizione | Paese         | Oro | Argento | Bronzo | Totale |
| --------- | ------------- | --- | ------- | ------ | ------ |
| 1         | Corea del Sud | 8   | 0       | 4      | 12     |
| 2         | Stati Uniti   | 2   | 2       | 1      | 5      |
| 3         | Spagna        | 2   | 1       | 4      | 7      |
| 4         | Danimarca     | 2   | 1       | 0      | 3      |
| 5         | Turchia       | 1   | 3       | 2      | 6      |
| 6         | Taiwan        | 1   | 2       | 3      | 6      |
| 7         | Paesi Bassi   | 0   | 2       | 2      | 4      |
| 8         | Canada        | 0   | 2       | 0      | 2      |
| 9         | Egitto        | 0   | 1       | 3      | 4      |
| 10        | Germania      | 0   | 1       | 1      | 2      |
| 11        | Filippine     | 0   | 1       | 0      | 1      |
| 12        | Messico       | 0   | 0       | 3      | 3      |
| 13        | Grecia        | 0   | 0       | 2      | 2      |
| 14        | Argentina     | 0   | 0       | 1      | 1      |
| 14        | Australia     | 0   | 0       | 1      | 1      |
| 14        | Brasile       | 0   | 0       | 1      | 1      |
| 14        | Iran          | 0   | 0       | 1      | 1      |
| 14        | Giappone      | 0   | 0       | 1      | 1      |
| 14        | Regno Unito   | 0   | 0       | 1      | 1      |
| 14        | Svezia        | 0   | 0       | 1      | 1      |
|           | TOTALE        | 16  | 16      | 32     | 64     |